# Gamani
Gamani o Dutugemunu (singalès : දුටුගැමුණු Duṭugämuṇu), Dutthagamani, duṭṭhagāmaṇī o Gamani Abhaya ගාමිණී අභය Gāmaṇī abhaya (« Gamani sense por »), fou un rei singalès de Ceilan qui va regnar del 161 al 137 aC. Va destacar per enderrocar al usurpador tàmil chola Elalan que havia ocupat Rajarata (la meitat nord de l'illa) amb centre a Anuradhapura el 205 aC, vila que després Dutugamunu va engrandir i embellir.
Gamani inicialment va dominar el sud de l'illa i després de derrotar a Elalan va controlar tota l'illa. Per la seva importància com a símbol nacional, la seva història està rodejada de mites i llegendes; nombrosos aspectes d'aquests relats foren confirmats per inscripcions de l'època i la base del relat és generalment considerat com acurat.

## Biografia
Era fill de Kawan Tissa, rei de Ruhunu Rata, regió que s'havia fet notar per la turbulència i l'autonomisme de la seva gent. Era un nen de dotze anys quan la seva mare, que l'havia trobat dormint arraulit al llit, li va aconsellar jeure amb les extremitats esteses, i li va replicar amb amargor, "Confinat pels damilas (tàmils) més enllà del riu, i a l'altra banda el oceà inflexible, com puc estar amb les extremitats esteses?". Va rebre una esmerçada educació i als setze anys se'l considerava molt ben preparat.
Kakawanatissa o Kawan Tissa va encarregar als seus dos fills el comandament de porcions del seu exèrcit i diversos deures. Sadda Tissa que era el segon fill, va rebre el comandament d'una part de l'exèrcit estacionada a Digawapi (Diga-wewa) a la regió de Batticaloa, amb l'encàrrec de protegir la regió d'una eventual invasió d'Elalan o Elara de Rajarata (el nord de Sri Lanka). El fill gran Gamani es va establir a la capital Magama ara anomenada Mahagama. Va preparar perfectament a l'exèrcit i al cap d'un temps va comunicar al seu pare que estava en disposició d'atacar Rajarata i expulsar a Elalan. El seu pare va respondre "amb aquest costat del riu en tenim prou". Gamani era ambiciós i impulsiu (molt més que el seu pare, un home ja vell) i no volia esperar a heretar el regne per portar a terme els seus plans. Va demanar al seu pare actuar diverses vegades sempre obtenint la mateixa negativa. Finalment va enviar al seu pare quincalla de dona, i davant de testimonis va dir que l'enviava al seu pare perquè és el que li corresponia fer servir. Kawan Tissa no va acceptar la ofensa i va ordenar capturar i encadenar al príncep. Gamani, assabentat, va fugir a Kotta, al districte de Malaya; Sadda Tissa fou nomenat hereu. En endavant Gamani fou anomenat Duttha Gamunu (Gamunu el Desobedient) malnom que va arrossegar fins al final de la seva vida. El rei va fer jurar als seus caps militars que mai participarien en una eventual lluita entre els seus dos fills 
Pocs anys després Kawan Tissa va morir i Sadda Tissa va pujar al tron. Llavors Gamuni va tornar de l'exili i es va establir a Mahagama amb les forces militars que li eren fidels i es va proclamar rei reclamant al seu germà fins a tres vegades el traspàs de la sobirania, la custodia de la mare Viharadevi i l'entrega de l'elefant d'estat Kandula, peticions sempre refusades per Sadda Tissa. Gamani va atacar al seu germà i es va lliurar una gran batalla a Chulanganiyapitthi, en la qual les forces de Sadda foren derrotades amb fortes pèrdues. Sadda Tissa va poder escapar cap a Mahagama amb el seu ministre Tissa; en el camí, passant gana, Sadda no va voler utilitzar el menjar que Tissa portava fins que arribés un monjo, i quan va arribar van repartir el menjar entre els tres (el que ha estat agafat com un exemple de caritat budista).
Finalment va poder arribar a Mahagama on va aixecar un nou exèrcit que es diu que estava format per 60.000 homes. Es va produir una nova batalla en la que Sadda Tissa fou derrotat i Kandula, l'elefant de l'estat, en el que anava muntat, es va desbocar i va córrer pels arbres fent caure a Sadda Tissa que finalment es va poder refugiar a un temple. Gamuni no va voler violar la santedat del lloc i va deixar una guàrdia vigilant a l'espera d'agafar al seu germà, però els monjos del temple el van poder treure camuflat; Gamuni va saber que s'havia escapat però el va deixar retirar-se a Digawapi. Gamani va obtenir així l'elefant d'estat i es va reunir amb la seva mare a Mahagama.
No gaire després els dos germans es van reconciliar amb la mediació dels monjos i de Viharadevi. Sadda Tissa fou nomenat superintendent de treballs agrícoles al districte de Batticaloa. L'agricultura fou especialment protegida pel nou rei.
Al cap d'un temps Gamuni es va trobar preparat per portar a terme els seus plans. Un gran exèrcit de cavalls i infants, elefants i carros, va marxar cap al nord. Una ruta a través de Malaya Rata (la zona del Pic d'Adam) fou netejada i l'exèrcit va creuar el Mahaweli i va avançar cap a Wijitapura expulsant les posicions de Elalan i repartint el botí entre les tropes. Wijitapura estava fortificada i fou conquerida després de quatre o sis mesos de setge. L'assalt a la ciutat és descrit al Mahavansa. El general Digajanthu, comandant en cap de les forces d'Elalan, va aconseguir fugir a Anuradhapura, on va aconsellar al rei de demanat ajut al seu nebot Bhalluka de l'Índia. Gamani mentre va seguir avançant ocupant fort rere fort. Girilakafou conquerida i arrasada, Casaw Totta i Mahawetta rodejades, i Mahela, un fort proper a la capital, fou assetjat durant quatre mesos rebutjant diversos intents d'assalt fins que fou ocupat per un estratagema ideat per la mare del rei, Viharadevi. Mentre Elalan era aconsellat d'atacar immediatament i ho va fer muntat a l'elefant d'estat Mahapabbata, acompanyat del general Digajanthu. Les forces de Gamani van ser obligades a recular. Però durant l'atac va morir Digajanthu i l'exèrcit d'Elalan va entrar en pànic. El contraatac de Gamani fou demolidor; el rei va donar ordres de no matar a Elalan, ja que ho volia fer ell mateix. Muntat en el seu elefant Kandula va perseguir al rei de Rajarata cap a la part sud de la seva capital; allí els dos reis van entrar en combat personal i Elara va morir per la javelina de Gamani; les forces d'aquest van entrar a la capital i aviat tota l'illa va reconèixer al nou rei. El cos d'Elara fou cremat amb honors i es va construir una dagoba en el seu honor.
Bhalluka, el nebot d'Elalan, va arribar amb un exèrcit de 60.000 homes a l'illa només set dies després que Elalan fos cremat. Va avançar de Mahatitha a Anuradhapura, però no va poder sorprendre a Gamani que quan va saber de la seva arribada va mobilitzar les seves forces. Un xoc es va produir al nord del gran cementiri i les forces de Gamani van haver de recular. Bhalluka va arribar a tirar la javelina contra Gamani però va fallar i abans de poder tirar una segona javelina va ser tocat a la boca per una fletxa disparada per Pussadeva seguit d'un altre al coll i finalment un tercer que el va matar; el seu exèrcit fou llavors derrotat.
Ara Gamani es podia dedicar a governar l'illa; va millorar el país, va construir nombrosos dipòsits d'aigua (com el Pali Wewa, després Vavunikkulam, el Yodakandiya i segurament el Pavatkulam), el temple de Mirisvettiya Vihara, prop del Tissa Wewa (va tardar tres anys) i el palau de Lowa Maha Paya a Anuradhapura que fou elevat sobre 1600 columnes de granit per acomodar al clergat; l'estructura fou adornada amb plata, or i pedres precioses i tenia teulada de coure; incloïa un tron d'ivori a la sala principal amb els emblemes del Sol i la Lluna en plata i or i el chatra o para-sol (símbol de domini) daurat sobre bàcul de plata. Una altra dagoba, el Ruvanveli Seya, va ser la següent en ser construïda a càrrec del Tresor Reial.
Va establir fins a vuit festivals. Molts yakkhes es van convertir al budisme sota el seu govern.
Com a èxits secundaris del seu govern cal esmentar l'establiment i manteniment d'hospitals (18 a tota l'illa); l'estat mantenia a un metge, un astrònom i un sacerdot per cada grup de 16 poblacions. El rei havia rebut classes d'oratòria però rarament destacava com orador.
Gamani va morir el 137 aC sense veure acabada la dagoba de Ruvanveli Seya; va morir de malaltia abans de la seva finalització; és considerat un dels més grans sobirans de Ceilan havent governat 24 anys. El va succeir el seu germà Sadda Tissa. El seu fill Sali havia estat educat acuradament per la successió però va caure rendit als encants d'una serventa, Asokamala, d'una casta inferior, amb la que es va casar quedant desqualificat per la successió de la dinastia solar de Vidjaya. El successor fou aleshores el seu germà Sadda Tissa.